# Ignacy (Grigorjew)
Ignacy, imię świeckie Ilja Nikołajewicz Grigorjew (ur. 13 lipca 1967 w Chormałach) – rosyjski biskup prawosławny.

## Życiorys
Jest synem kapłana prawosławnego. W latach 1985–1987 odbywał zasadniczą służbę wojskową. W 1988 r. rozpoczął naukę w seminarium duchownym w Leningradzie, które ukończył w 1991 r. Następnie podjął studia teologiczne na Leningradzkiej Akademii Duchownej, uzyskując dyplom końcowy w 1997 r. W 2000 r. ukończył również studia ekonomiczne na Uniwersytecie Technicznym w Petersburgu. Podczas studiów został zaproszony przez społeczność prawosławnych Czuwaszy z Uljanowska, by po przyjęciu święceń kapłańskich zostać proboszczem w ich cerkwi Zesłania Świętego Ducha. 28 sierpnia 1992 r. przyjął święcenia diakońskie z rąk biskupa uljanowskiego Prokla, dzień później został wyświęcony na kapłana i rozpoczął służbę w czuwaskiej cerkwi w Uljanowsku. 19 marca 1999 r. złożył na ręce arcybiskupa uljanowskiego Prokla wieczyste śluby mnisze, przyjmując imię zakonne Ignacy na cześć świętego biskupa Ignacego (Brianczaninowa). W 2014 r., pozostając proboszczem parafii czuwaskiej, został również proboszczem parafii św. Włodzimierza w Uljanowsku.
W 2015 r. rozpoczął służbę w eparchii kazańskiej, gdy dotychczasowy ordynariusz eparchii symbirskiej (dawnej uljanowskiej), arcybiskup Teofan, został przeniesiony na tamtejszą katedrę. Mianowano go dziekanem III dekanatu kazańskiego miejskiego oraz proboszczem cerkwi św. Cyryla Kazańskiego w Kazaniu. Od 2016 r. odpowiadał również za duszpasterstwo wśród ludności czuwaskiej. W 2017 r. otrzymał godność archimandryty.  
30 maja 2019 r. Święty Synod nominował go na ordynariusza eparchii czystopolskiej i niżniekamskiej. Jego chirotonia biskupia odbyła się 7 lipca tego samego roku w soborze Narodzenia Matki Bożej w Monasterze Koniewskim, pod przewodnictwem patriarchy moskiewskiego i całej Rusi Cyryla. W 2021 r. został przeniesiony do eparchii kemerowskiej jako jej wikariusz z tytułem biskupa gurjewskiego. Rok później odszedł w stan spoczynku.  